# Listă de virusuri

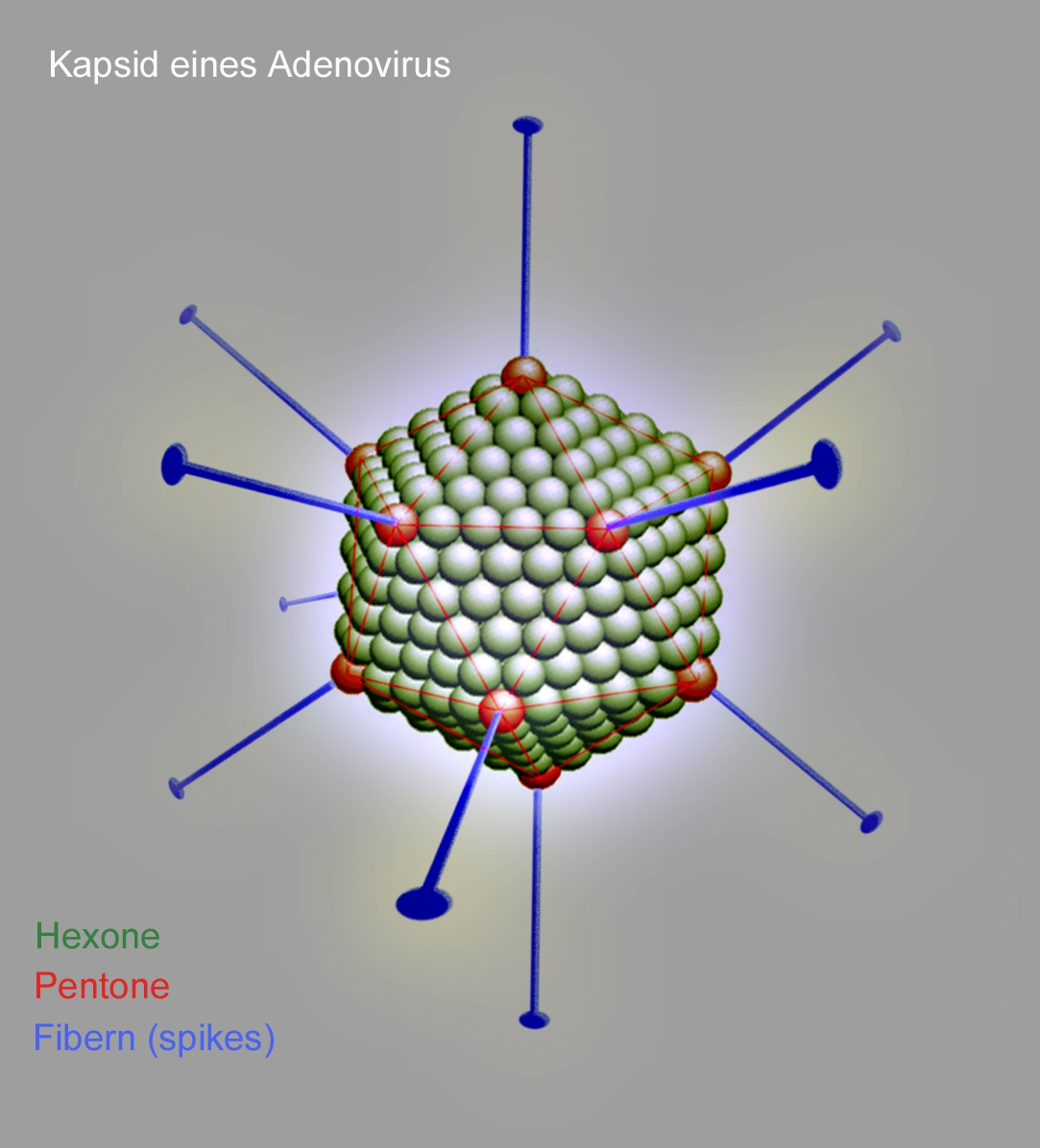
Adenovirus

Această listă de virusuri se referă la virusuri, agenții patogeni inframicrobieni. A nu se confunda cu virușii informatici.
Lista prezintă diferite denumiri de virusuri, indiferent de modul de clasificare adoptat. Astfel conține atât denumiti după Clasificarea Comitetului Internațional de Clasificare a Virusurilor (engleză: International Committee on Taxonomy of Viruses, ICTV) cât și alte clasificări. De asemenea prezintă denumiri ale virusurilor după maladiile pe care le produc. Lista conține și unii agenți subvirali. În plus lista cuprinde și unii termeni care nu sunt virusuri, dar sunt legați de studiul acestora (de exemplu: taxonomia virusurilor).

## Listă de virusuri
- Această listă se referă la virusuri, viroide și prione:
- Grupa mare a virusurilor se poate împărți în: 
  - bacteriofage,
  - herpesvirusuri,
  - retrovirusuri.

| A 1. ▪ ASF-Virus 2. ▪ Virusuri adeno-asociate 3. ▪ Adenovirus 4. ▪ Alfavirus 5. ▪ Arbovirus 6. ▪ Arenavirus B 1. ▪ BHV1 2. ▪ BVDV 3. ▪ Baculovirus 4. ▪ Bacteriofage 5. ▪ Virusuri ai bolilor aviare 6. ▪ Bornavirus 7. ▪ Virusul imuno-deficienței bovine 8. ▪ Virusul leucemiei bovine 9. ▪ Virusul respiratoric syncytial bovin 10. ▪ Bunyavirus C 1. ▪ Caudovirus 2. ▪ Virusul Chikungunya 3. ▪ Circovirus 4. ▪ Virusul febrei caprine de Colorado 5. ▪ Coronavirus 6. ▪ Virus Coxsachial 7. ▪ Virusul bolii Creutzfeldt-Jakob D 1. ▪ Virus DNA E 1. ▪ Virusul Ebola-Zair 2. ▪ Virusul Ebola 3. ▪ Virusul Epstein-Barr 4. ▪ Virusul Eyach-Virus F 1. ▪ Coronavirus felin 2. ▪ Virusul leucozei feline 3. ▪ Filovirus 4. ▪ Flavivirus G 1. ▪ Virusuri GB 2. ▪ Virusul Febrei Galbene | H 1. ▪ H7N3 2. ▪ HIV 3. ▪ HTLV 4. ▪ HTLV-I 5. ▪ HTLV-II 6. ▪ Hantavirus 7. ▪ Virus ajutător 8. ▪ Hepadnavirus 9. ▪ Virusul hepatitei C 10. ▪ Virusul herpesului cabalin 11. ▪ Virusul Herpes-simplex 12. ▪ Adenovirusuri umane 13. ▪ Papillomvirusuri umane I 1. ▪ Virusul gripei A/H5N1 2. ▪ Virusul gripei 3. ▪ Virus Inkoos 4. ▪ Isavirus J 1. ▪ Virus JC 2. ▪ Retrovirus Jaagsiekte ovin 3. ▪ Virusul maladiei Jembrana K 1. ▪ Virusul febrei hemoragice Krim-Congo L 1. ▪ Virusul Lassa 2. ▪ Lentivirusuri M 1. ▪ Virusul Maedi-Visna 2. ▪ Virusul Marburg 3. ▪ Virusul vărsatului de vânt 4. ▪ Virusul tumorilor mamare la șoareci 5. ▪ Mimivirus 6. ▪ Mononegavirusuri 7. ▪ Morbillivirus 8. ▪ Myovirusuri 9. ▪ Myxovirusuri | N 1. ▪ Norovirus O 1. ▪ Onkovirusuri 2. ▪ Virusul febrei Oropouche P 1. ▪ PCV-2 2. ▪ PRRS-Virus 3. ▪ Papovavirusuri 4. ▪ Paramyxovirusuri 5. ▪ Parvovirusuri 6. ▪ Poliovirus 7. ▪ Polyomavirusi 8. ▪ Circovirus porcines 9. ▪ Potato Spindle Tuber Viroid 10. ▪ Virusuri ai pojarului 11. ▪ Prion 12. ▪ Profag R 1. ▪ Virus RNA 2. ▪ Virusul turbării 3. ▪ Virus Respiratory-Syncytial 4. ▪ Retrovirusuri 5. ▪ Rhabdovirus 6. ▪ Virusul Ross-River 7. ▪ Rotaviren 8. ▪ Rubivirus 9. ▪ Virusul vărsatului de vînt german S 1. ▪ Virusul Sin-Nombre 2. ▪ Spumaviren T 1. ▪ Virusul mosaicului de tutun 2. ▪ Virusul Tacaribe 3. ▪ Virsul Tahyna 4. ▪ Togavirusuri 5. ▪ Torovirus U 1. ▪ Virusul Usutu V 1. ▪ Virusul Varicelei Zoster 2. ▪ Viroid 3. ▪ Virusul anemiei infecțioase a somonului 4. ▪ Taxonomia virusurilor 5. ▪ Învelișul virusurilor 6. ▪ Virusoid W 1. ▪ Virusul Nilului de West |

## Virusurile plantelor floricole
- Virusul "D" al crizantemelor (Chrysanthemum virus D)
- Virusul "E" al crizantemelor (Chrysanthemum virus E)
- Virusul latent al crinului (Lily simptomless virus)
- Virusul latent al garoafelor (Carnation latent virus)
- Virusul latent al narciselor (Narcissus latent virus)
- Virusul mozaicului castraveților la begonia (Cucumber mosaic virus in begonia)
- Virusul mozaicului castraveților la hyppeastrum (Cucumber mosaic virus in hyppeastrum)
- Virusul mozaicului castraveților la petunia (Cucumber mosaic virus in petunia)
- Virusul mozaicului galben al fasolei la freesia (Bean yellow mosaic virus in freesia)
- Virusul ofilirii pătate a tomatelor la crizanteme (Tomato spotted wilt virus in chrysanthemum)
- Virusul "rattle" al tutunului la flox (Tobacco rattle virus in phlox)